# Parotocinclus jumbo
Parotocinclus jumbo är en fiskart som beskrevs av Heraldo A. Britski och Julio C. Garavello 2002. Parotocinclus jumbo ingår i släktet Parotocinclus och familjen Loricariidae. Inga underarter finns listade i Catalogue of Life.